# Poephila
Poephila là một chi chim trong họ Estrildidae.

## Các loài
- Poephila personata
- Poephila acuticauda
- Poephila cincta